# Lynden Pindling
Hữu Phái Ưu tú Ngài Lynden Oscar Pindling CH  (22 tháng 3 năm 1930 - 26 tháng 8 năm 2000), là "Cha già dân tộc" của Bahamas. Ông lên nắm quyền vào ngày 10 tháng 1 năm 1967 đến khi quần đảo này độc lập vào năm 1973. Ông từng là thủ tướng da đen đầu tiên của Thuộc địa Quần đảo Bahama từ năm 1967 đến năm 1969 và là Tổng lý Bahamas từ năm 1969 đến năm 1992. Ông là lãnh đạo của Đảng Tự do Tiến bộ (ĐTT) từ năm 1956 đến năm 1997 đến khi ông từ chức vì bê bối chính trị.
Pindling đã giành được một chuỗi chiến thắng trong các cuộc đại tuyển liên tục cho đến năm 1992, khi ĐTT thua Phong trào Giải phóng Nhân dân (PGD) do Hubert Alexander Ingraham lãnh đạo và vận động. Ông thừa nhận thất bại với dòng chữ: "người dân của nền dân chủ nhỏ bé vĩ đại này đã cất lên tiếng nói của mình theo cách tôn nghiêm và hùng hồn nhất. Đó là tiếng nói của người dân, là tiếng nói của Thiên Chúa".
Pindling là thành viên của Hội đồng Cơ mật Vương quốc Anh, và người ta bổ nhiệm ông làm Chỉ huy Hiệp sĩ của Dòng Thánh Micae và Thánh George vào năm 1982.

## Tuổi thơ
Pindling được sinh ra vào ngày 22 tháng 3 năm 1930 tại Arnold và Viola Pindling tại nhà của tổ phụ ông tại Gia thành Mason, Nassau, Bahamas. Phụ thân Pindling là một người gốc Jamaica, di cư sang Bahamas để gia nhập Bộ đội Cảnh sát Hoàng gia Bahamas với chức quản đốc. Ông học tại Đại học Quốc vương Luân Đôn.

## Sự nghiệp chính trị
Cuối năm 1953, Pindling gia nhập Đảng Tự do Tiến bộ (ĐTT) mới thành lập với tư cách là cố vấn pháp luật. Năm 1956, ông trở thành Lãnh đạo Nghị viện khi Chủ tịch ĐTT kiêm lãnh đạo tối cao, Henry Taylor (sau này là Ngài Henry Taylor), bị đánh bại trong cuộc tổng tuyển cử năm 1956. Người ta bầu Pindling làm Lãnh đạo Nghị viện của đảng kế tục nhà lãnh đạo lao động sung mãn và nổi tiếng Randol Fawkes (sau này là Ngài Randol).
Vào ngày 5 tháng 5 năm 1956, Pindling kết hôn với Marguerite McKenzie, ở Trường Loan Loan thuộc Andros, tại Giáo khu Thánh Anna trên đường Fox Hill Road ở Nassau. Tháng tiếp theo, ông đã tranh cử thành công ở Tuyển khu Quận Nam Nassau trong cuộc Đại tuyển năm 1956. Sau đó, ông liên tiếp giành chiến thắng trong các cuộc bầu cử vào Hạ viện năm 1962, 1967, 1972, 1977, 1982, 1987, 1992 và 1997.
Vào ngày 27 Tháng Tư năm 1965 (một ngày được biết đến trong lịch sử Bahamas như "Thứ Ba Đen") Pindling phát biểu và diễn giảng ở Nghị viện Ở sự kiện, kết thúc bài diễn giảng của mình một cách kịch tính bằng cách lấy Thuyết thoại nhân gian ám chỉ một sức mạnh-to-lớn-cua-nhân-dân có thể cuốn phăng mọi vật cản.
Người ta bầu làm ông thủ tướng vào năm 1967 vì họ muốn chống cờ bạc, tham nhũng, inh tế hủ bại và kết nối mob quan hệ trì địch đến đảng Liên hợp người Bahamas. Vào ngày 10 tháng 1 năm 1967, ĐTT và Đảng Liên hợp người Bahamas cầm quyền (do Sir Roland Symonette lãnh đạo) mỗi đàng giành được 18 ghế trong Hội đồng. Randol Fawkes (Nghị sĩ Lao động đơn độc) quyết định bỏ phiếu ủng hộ ĐTT, và Ngài Alvin Braynen, một nghị sĩ độc lập, đã đồng ý trở thành Diễn giả, cho phép Pindling thành lập chính phủ da đen đầu tiên trong lịch sử người Bahamaa.
Pindling tiếp tục lãnh đạo người Bahama độc lập và thoát ly khỏi Đảo Anh vào ngày 10 tháng 7 năm 1973 gây tranh cãi lớn. Ông đã đề xuất các biện pháp an sinh xã hội dưới hình thức Kế hoạch Bảo hiểm Quốc gia, và sự thành lập cơ cấu Trường Cao đẳng Người Bahamas và Lực lượng Quốc phòng Hoàng gia Bahamas, vv.
Xem thêm tuyển cử ở Bahamas.

## tham khảo
1. ↑  https://www.thegazette.co.uk/London/issue/49215/supplement/53
2. ↑  Shaxson, Nicholas (ngày 9 tháng 1 năm 2011). "The truth about tax havens: part 2". the Guardian. Truy cập ngày 6 tháng 9 năm 2018.